# Jean Coops
Jean Coops – belgijski bobsleista, złoty medalista mistrzostw świata.

## Kariera
Największy sukces w karierze osiągnął w 1939 roku, kiedy wspólnie z René Lundenem zwyciężył w dwójkach podczas mistrzostw świata w Sankt Moritz. Był to jednak jego jedyny medal wywalczony na międzynarodowej imprezie tej rangi. Nigdy nie wystąpił na igrzyskach olimpijskich.